# سلیم یکم
سلیم یکم (به ترکی عثمانی: سلیم أول) (۱۰ اکتبر ۱۴۷۰ – ۲۲ سپتامبر ۱۵۲۰) ملقب به سلیم یاووز یا سلیم سهمناک، نهمین سلطان عثمانی از سال ۱۵۱۲ تا زمان مرگش در ۱۵۲۰ میلادی بود. او سومین پسر سلطان بایزید دوم از همسرش گلبهار خاتون بود. سلیم پس از کشتن ولیعهد و برادر دیگرش، پدرش را به دنبال کودتایی از سلطنت خلع کرد و در سال ۱۵۱۲ به‌جای او سلطان امپراتوری عثمانی شد و تا پایان سلطنت هشت ساله خود، وسعت قلمرو عثمانی را بسیار گسترش داد.
سلطنت او علی‌رغم اینکه تنها هشت سال طول کشید، به دلیل گسترش عظیم امپراتوری، به ویژه با فتح قلمرو مملوکان مصر برجسته است. در آستانه مرگ سلطان سلیم در سال ۱۵۲۰، امپراتوری عثمانی حدود ۳٫۴ میلیون کیلومتر مربع (۱٫۳ میلیون مایل مربع) وسعت داشت که در طول سلطنت سلیم هفتاد درصد رشد کرده بود.

## دوران شاهزادگی

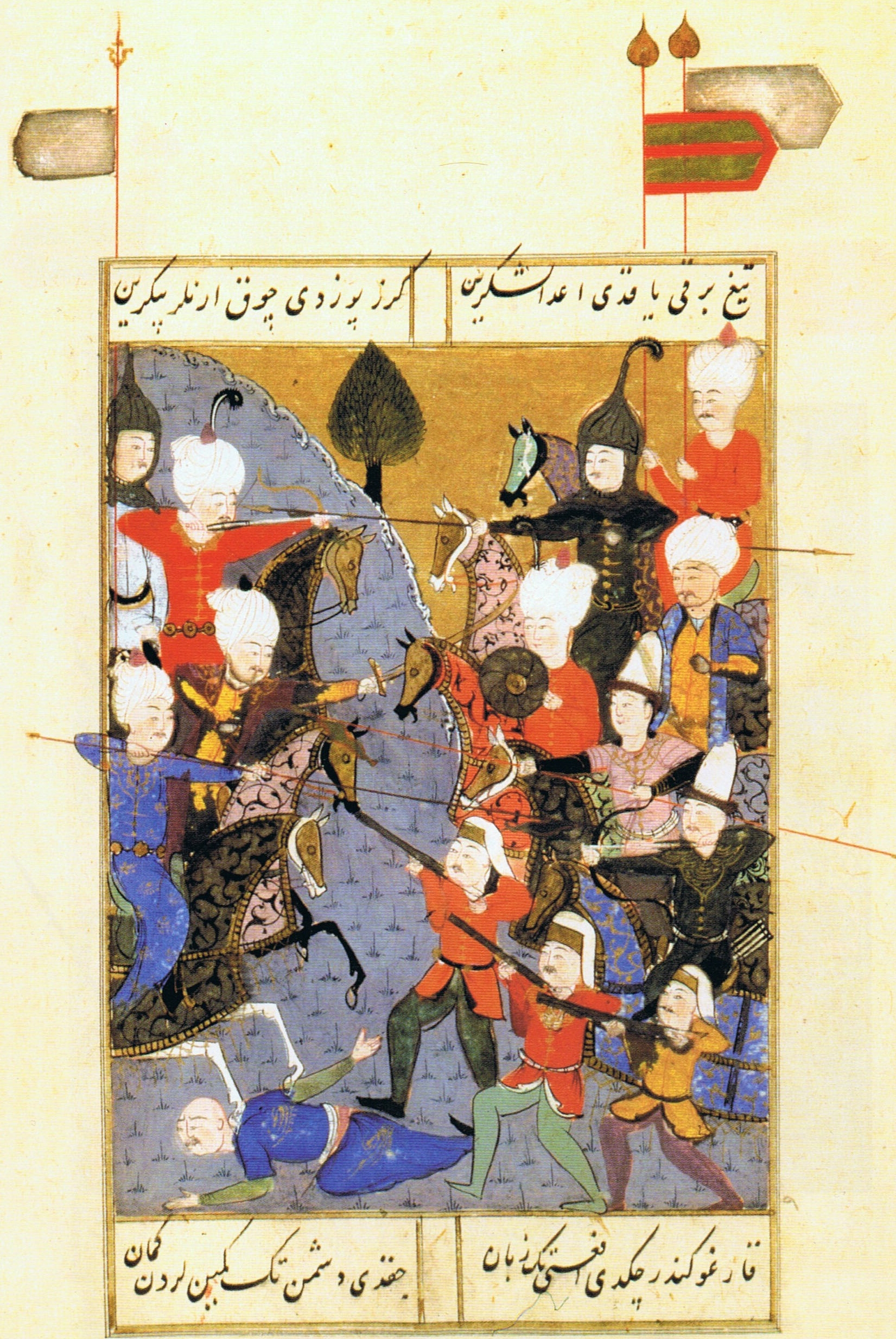
مینیاتوری از جنگ میان سلطان سلیم اول و برادرش شاهزاده احمد

شاهزاده سلیم درسن ۱۱ سالگی به فرمان پدرش به ترابزون رفت و تا سال ۱۵۱۰ فرماندار ترابزون بود. او در سال ۱۴۹۳ میلادی با حفصه سلطان، دختر منیلی گیرای خان کریمه ازدواج کرد و در سال ۱۴۹۴ پسرشان شاهزاده سلیمان به دنیا آمد. سلیم در سال ۱۵۱۰ مادرش را از دست داد. سلیم برخلاف برادر بزرگترش که خویی نرم داشت و از جنگ دوری می‌جست؛ جنگ جو و شجاع بود به همین دلیل سپاه ینی‌چری به طرفداری از وی پرداختند و خواستار سلطنت سلیم شدند و او در سال ۱۵۱۱ علیه پدر و برادرش شورش کرد، او سرانجام در سال ۱۵۱۲ برادرش شاهزاده احمد را شکست داد سپس وارد استانبول شد و پدرش را از سلطنت خلع کرد و خود جانشین او شد، سلیم بعد از به حکومت رسیدن به جنگ با شاهزاده کورکود، برادر دیگر خود پرداخت و در سال ۱۵۱۳ او را شکست داد و پسر خود، شاهزاده سلیمان را به حکمرانی مانیسا منسوب کرد.

## سلطنت

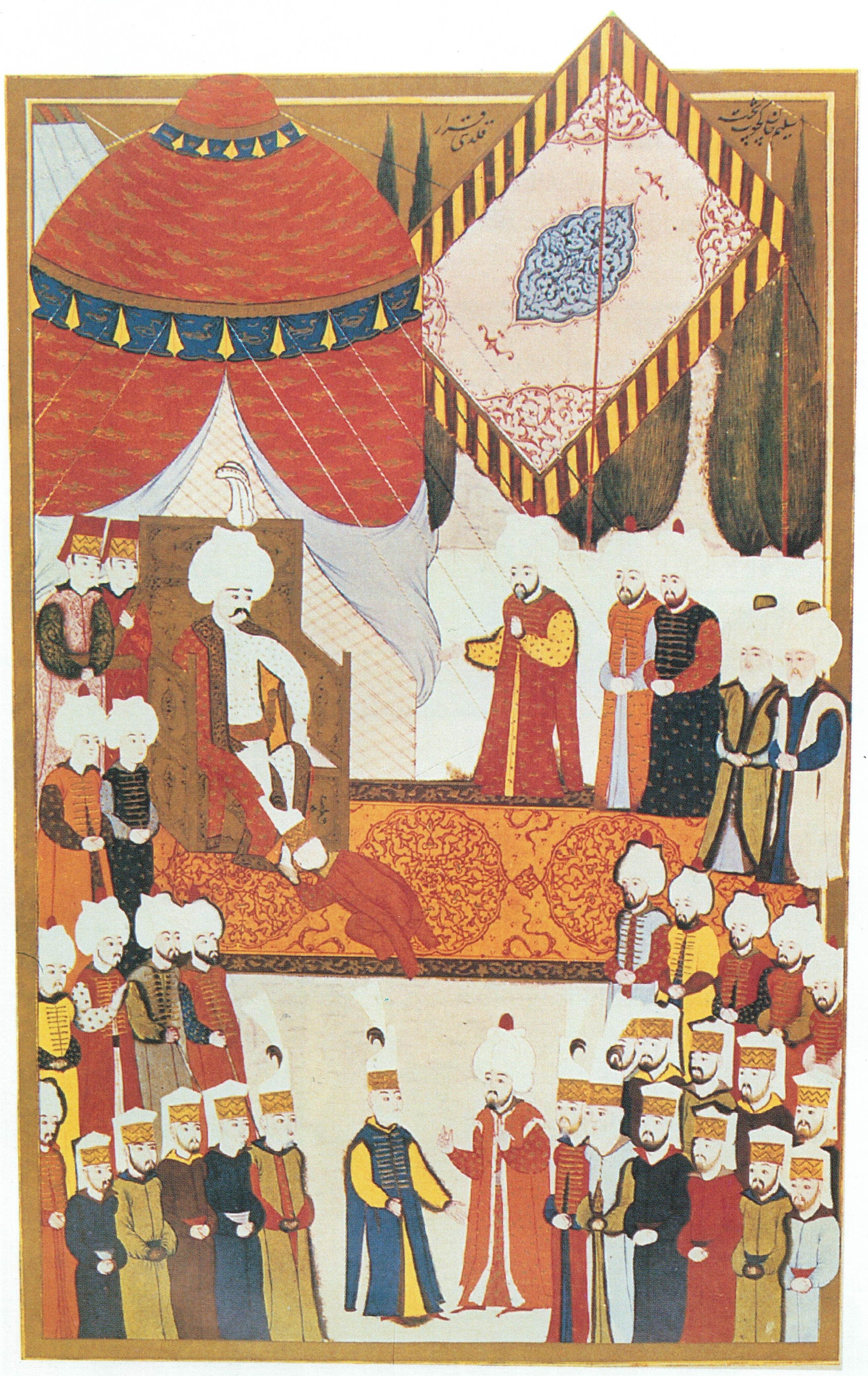
مینیاتوری از مراسم جلوس سلطان سلیم اول، سال ۱۵۱۲

سلیم در آغاز حکومت خود قصد گسترش حکومت داشت، اما در ابتدا باید تشکیلات داخلی‌اش را سازماندهی می‌کرد به‌همین دلیل به تقویت ینی‌چری‌ها پرداخت سپس برای اینکه خطری از جانب اروپا او را تهدید نکند با دولت ونیز و مجارستان پیمان تجاری بست سپس به سمت امپراتوری صفوی لشکر کشی کرد و با شکست حکومت صفوی در جنگ چالدران توانست بخشی از سرزمین عراق و بخش کمابیش بزرگی از آذربایجان را به قلمرو خود اضافه کند سپس به سمت شام لشکر کشید و با تصرف شام در سال ۱۵۱۴ به‌سمت مصر روانه شد و در سال ۱۵۱۷ طی جنگ عثمانی و مملوکان (۱۵۱۶–۱۵۱۷)، مصر را نیز تصرف کرد و به حکومت سلطنت ممالیک پایان داد. سلطان سلیم با پایان دادن به تصرفاتش، خود را حاکم مطلق جهان اسلام می‌دانست و اولین سلطان امپراتوری عثمانی بود که خود را «خلیفه مسلمین» خواند.

## توجه به فرهنگ و ادب

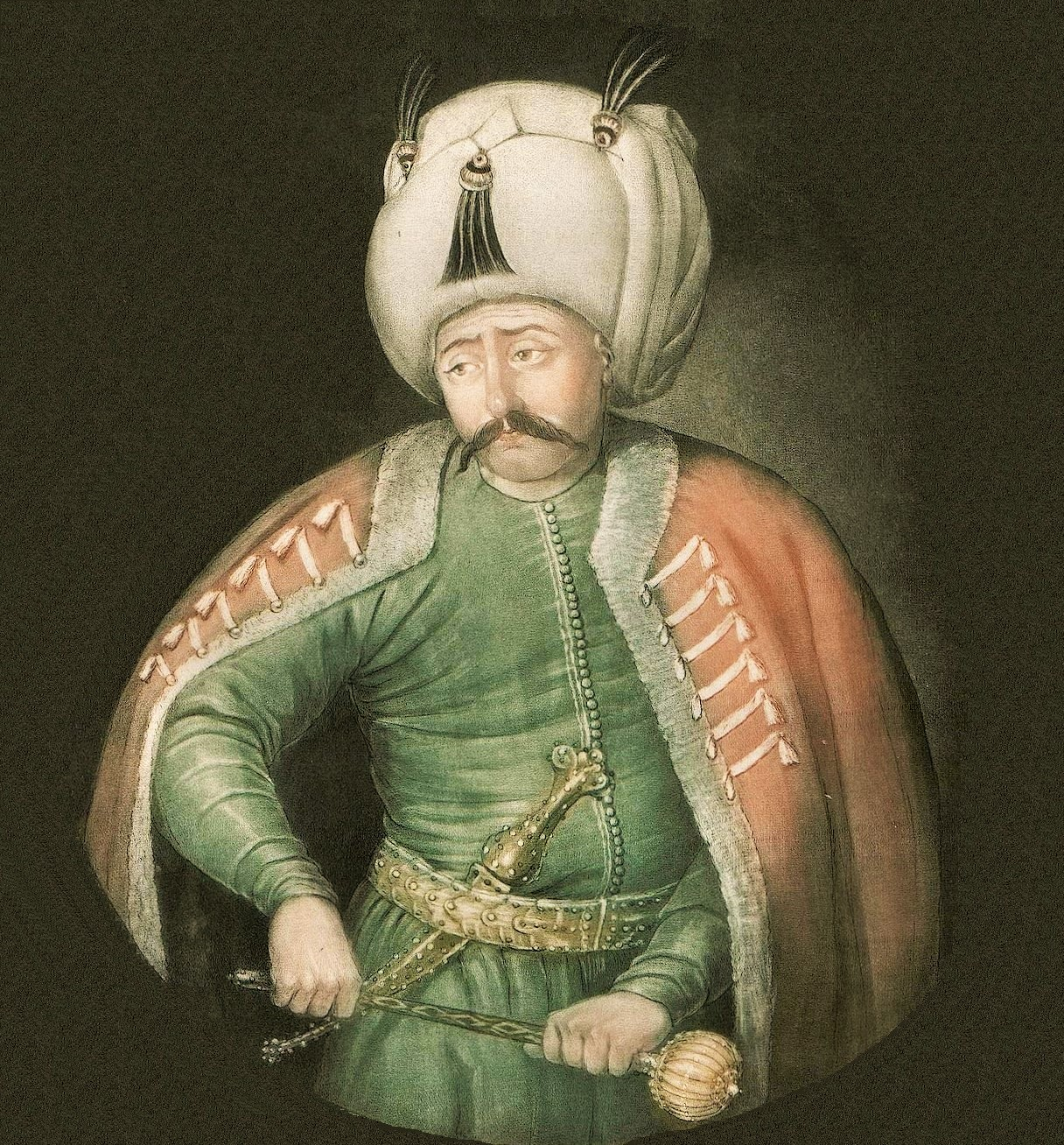
نگاره‌ای از سلطان سلیم شاه

سلطان سلیم شاه عثمانی دوستدار زبان و ادبیات فارسی بود. انتقال خیل عظیمی از هنرمندان و شاعران و ادیبان و صنعتگران ایرانی از تبریز به استانبول جزو جلوه‌های همین علاقه بوده است. او با این کار جریان‌های فرهنگی و هنری ایرانی پرشماری در عثمانی پایه‌گذاری کرد. برخورد بدون خشونت سلطان سلیم با مردم تبریز نیز حاکی از احترام و علاقۀ وافر او به ایران و مردم آن بوده است. سلیم به تاریخ ایران بسیار علاقه‌مند بود و مطالعات زیادی در آثار و منابع تاریخی و ادبی فارسی داشت. سلیم پادشاهی شاعر، عارف، عالم و فیلسوف بود. زبان ادبی و شعری او فارسی با تخلص «سلیم» و «سلیمی» است و به‌عنوان شاعری توانا جزو فارسی‌سرایان زبردست و برجسته به‌شمار می‌رود. دیوان اشعار فارسی سلطان سلیم شاه عثمانی به تصحیح عبدالحسین اسماعیل‌نسب، در سال ۱۳۸۶ توسط انتشارات دانشگاه آزاد اسلامی در تهران منتشر شد.

## عنوان شاه
سلیم همانند چند پادشاه دیگر از دودمان عثمانی رسماً‌ با عنوان «شاه» نیز شناخته می‌شد. عنوان شاخص شاه در سجع مسکوکات سلطان سلیم و متن مکاتبات او واضح است. فقیه ایرانی علامه فضل‌الله روزبهان خنجی نیز در دو قصیدۀ جداگانۀ ترکی و فارسی او را «شاه» خطاب کرده است و شاه اسماعیل یکم نیز در نامه‌ای به سلطان سلیم، او را با عنوان «شاه» خطاب کرده است.

نمونه‌ای از سکه‌های سلیم اول با عنوان سلطان سلیم شاه

سکۀ دیگری از سلیم اول با عنوان سلطان سلیم شاه

دیگر سکۀ مزین به عنوان سلطان سلیم شاه

یک سکۀ طلایی از سلطان سلیمان شاه عثمانی. در این سکه عنوان شاه برای سلیمان و پدرش سلیم اول دو بار آمده است: سلطان سلیمان شاه بن سلطان سلیم شاه

## جنگ با صفویان

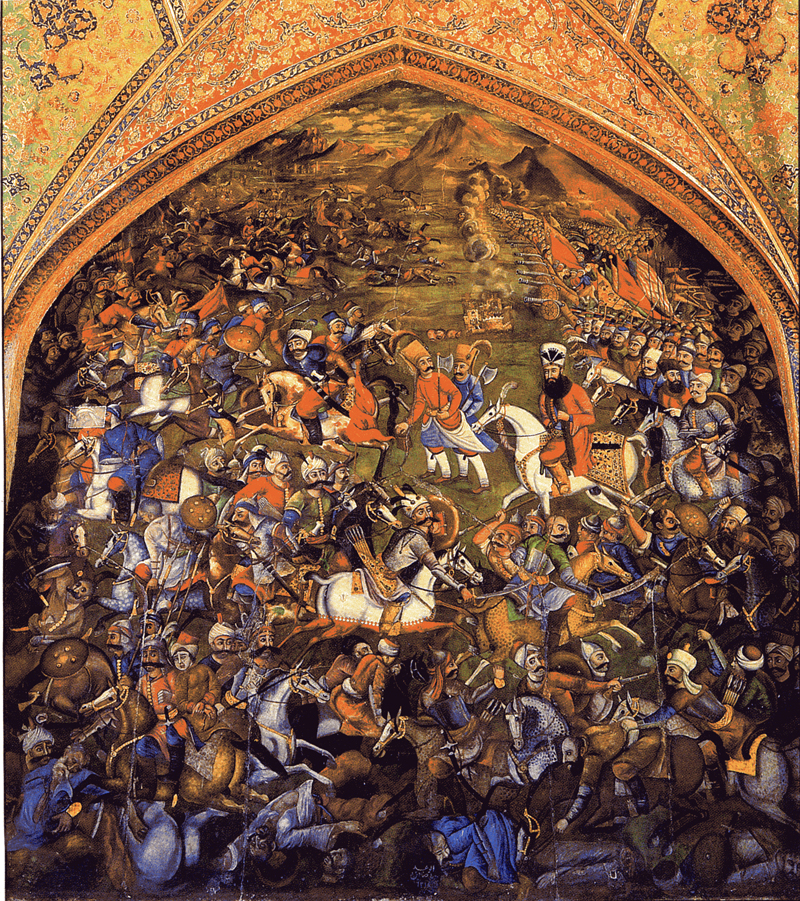
نگاره جنگ چالدران واقع در کاخ چهلستون در اصفهان

سلطان سلیم که شیعیان را مشرک می‌دانست و خود را نیز خلیفه همه مسلمانان جهان می‌خواند، به قصد از میان برداشتن حکومت شیعی صفویه با لشکری عظیم به قلمرو صفویان لشکرکشی کرد. شاه اسماعیل یکم به قصد دفع حمله عثمانیان که پس از فتح دیاربکر مستقیم راه تبریز را در پیش گرفته بودند، با گردآوردن نزدیک ۴۰ هزار سرباز در برابر ۱۰۰ هزار سپاه عثمانی به غرب لشکر کشید و به رغم کمبود نیرو و استفاده سپاه مهاجم از توپخانه، در نبرد چالدران (۸۹۳ ه‍.ق) دلیرانه جنگید ولی سپاه صفویان شکست خورد و از بین رفت. کشته‌شدگان سپاه صفویان که ۲۷ هزار تن تخمین زده شده‌اند در شهر اردبیل در کنار آرامگاه شیخ صفی‌الدین به خاک سپرده شدند. ترکان عثمانی در این جنگ بخش نسبتاً بزرگی از آذربایجان را به قلمرو خود افزودند. اضافه شدن بخش‌هایی از آذربایجان توسط عثمانی تا زمان شاه عباس اول ادامه داشت.
سلطان سلیم در اشعار خود به شکست صفویان و ممالیک اشاره دارد و می‌گوید:
| لشکر از تخت ستانبول سوی ایران ساختم |  | سرخ سر را غرقه خون ملامت ساختم  |
| شد غلام همتم از جان و دل والی مصر   |  | تا لوای خسروی بر نه فلک افراختم |

## همسران و فرزندان
همسران
- حفصه سلطان، (۱۴۷۷ بسفر – ۱۹ مارس ۱۵۳۴ استانبول، در مقبره حفصه سلطان در مسجد سلطان سلیم دفن شد)
- عایشه خاتون، (۱۴۷۶ کریمه – ۱۵۳۹ استانبول، در مسجد سلطان سلیم دفن شد) دختر منگلی اول گیرای، خان کریمه بود.

پسران
- سلیمان یکم (۶ نوامبر ۱۴۹۴ ترابزون – ۶ سپتامبر ۱۵۶۶ سیگت‌وار، در مقبره سلیمان یکم در مسجد سلیمانیه دفن شد) پسر حفصه سلطان

دختران
- گوهرخان سلطان، (در مقبره سلیم یکم در مسجد یاوز سلیم دفن شد) درسال ۱۵۰۹ با سلطانزاده اسفندیار‌اوغلو محمد پاشا ازدواج کرد.
- حفصه سلطان، (۱۴۹۴ ترابزون – ۱۰ ژوئیه ۱۵۳۸ استانبول، در مقبره سلیم یکم در مسجد یاوز سلیم دفن شد) در سال ۱۵۰۹ با اسکندر پاشا و در سال ۱۵۲۲ با بوشناک مصطفی پاشا ازدواج کرد.
- خدیجه سلطان، (۱۵۰۰ ترابزون – ۱۵۵۷ استانبول، در مقبره سلیم یکم در مسجد یاوز سلیم دفن شد) در سال ۱۵۱۷ با چوبان مصطفی پاشا ازدواج کرد.
- بیخان سلطان، (۱۵۰۴ ترابزون – ۱۵۵۹ استانبول، در مسجد یاوز سلطان سلیم دفن شد) در سال ۱۵۲۱ با فرهاد پاشا و در سال ۱۵۲۶ با محمد پاشا ازدواج کرد.
- شاه سلطان، (۱۵۰۸ ترابزون – ۱۵۷۲ استانبول، در مسجد یاوز سلطان سلیم دفن شد) در سال ۱۵۲۳ با لطفی پاشا و در سال ۱۵۵۱ با شیخ مرکز افندی ازدواج کرد.
- فاطمه سلطان، (۱۵۱۲ استانبول – ۱۵۷۰ استانبول، در مقبره قره احمد پاشا دفن شد) در سال ۱۵۲۸ با مصطفی پاشا و در سال ۱۵۳۲ با قره احمد پاشا ازدواج کرد.

## نگارخانه

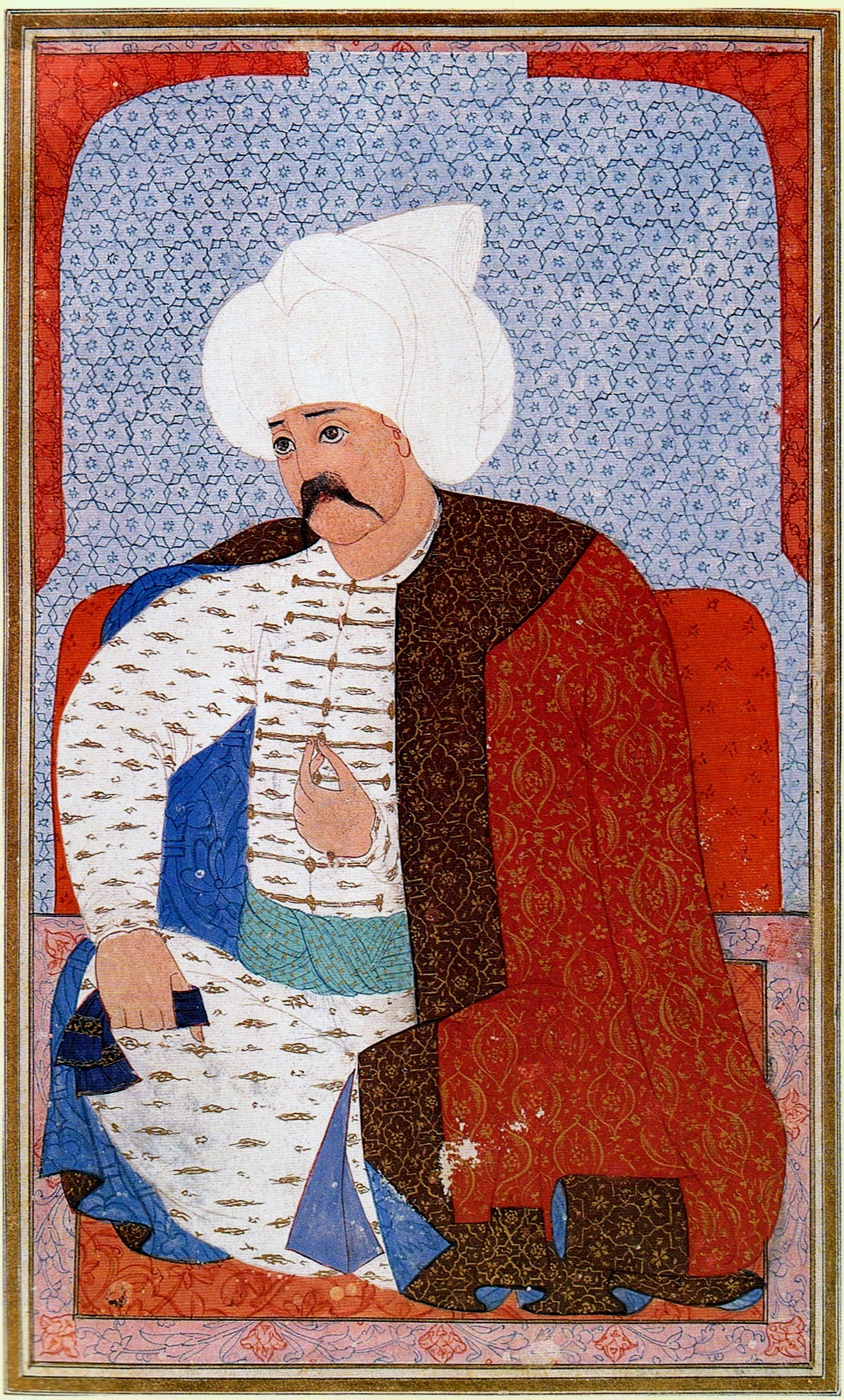
مینیاتور سدهٔ شانزدهم از سلیم یکم اثر نقاش عثمان
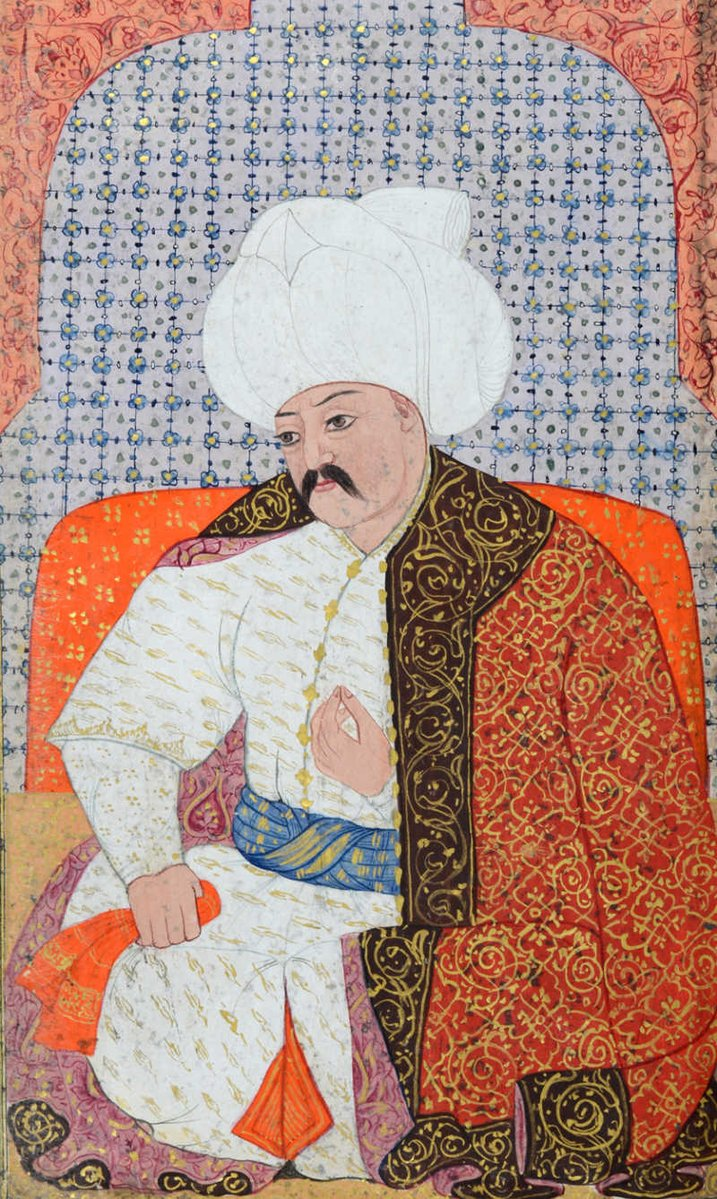
نگاره‌ای از سلیم یکم
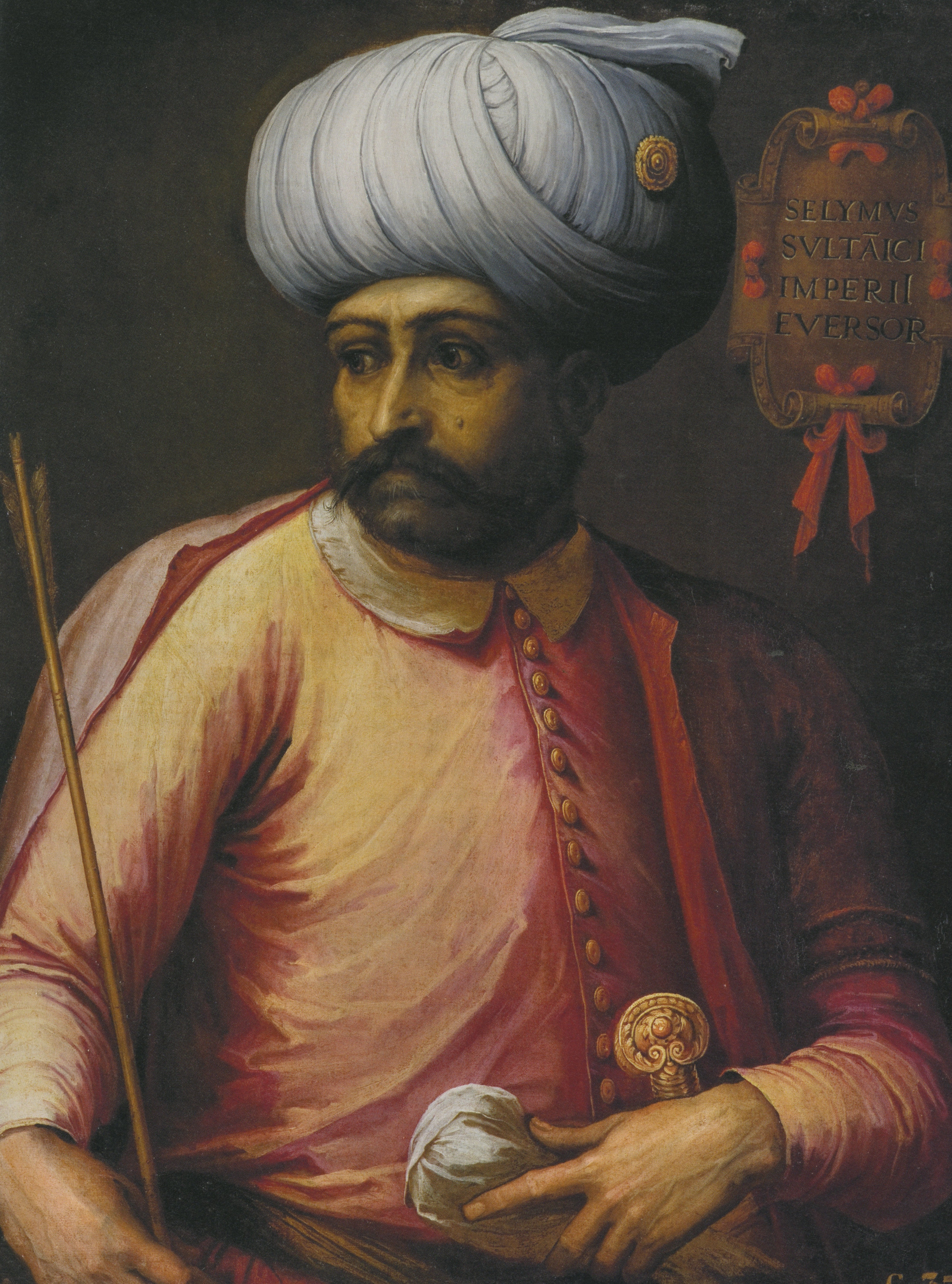
پرتره‌ای از سلیم یکم
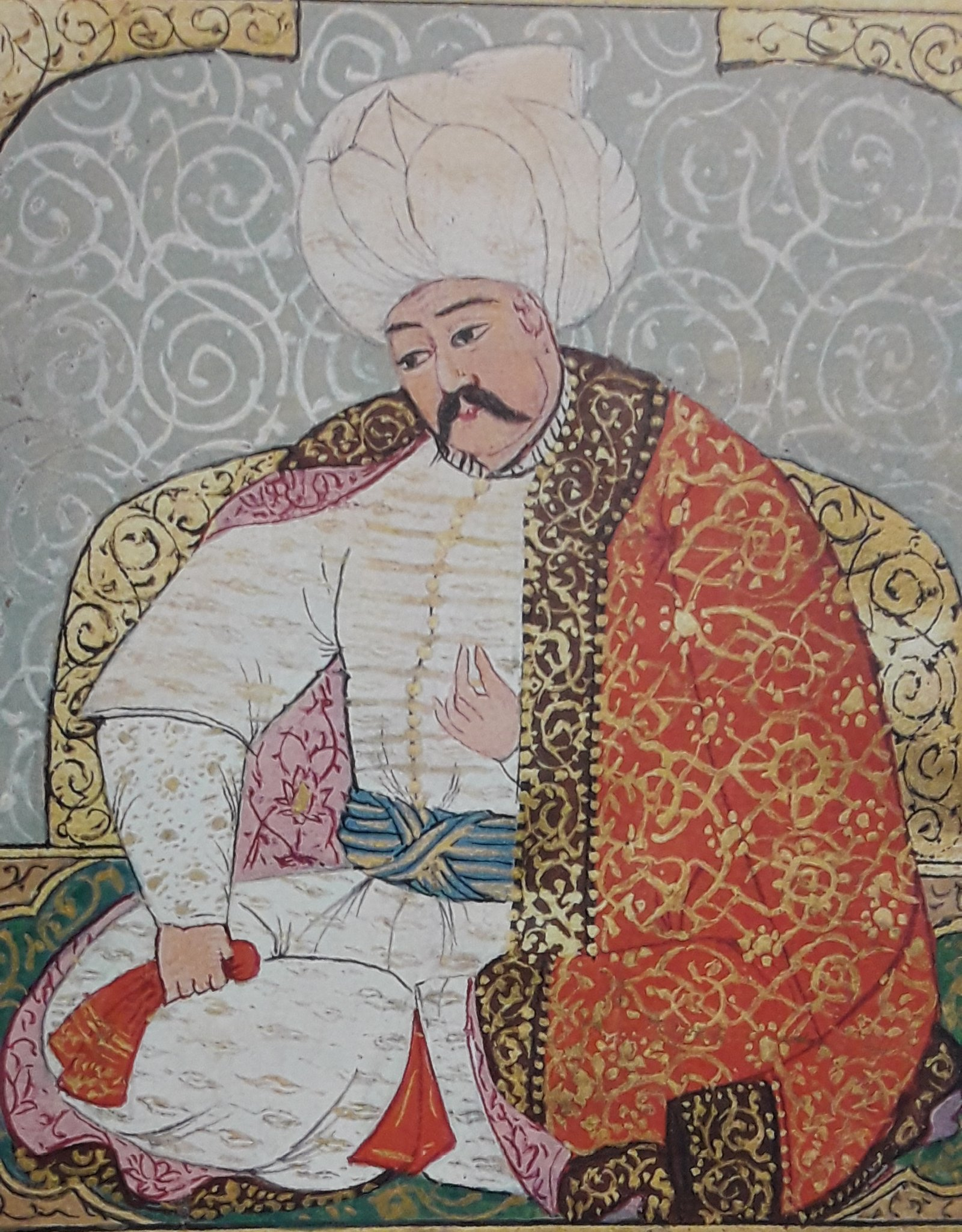
نگاره ای از سلیم یکم
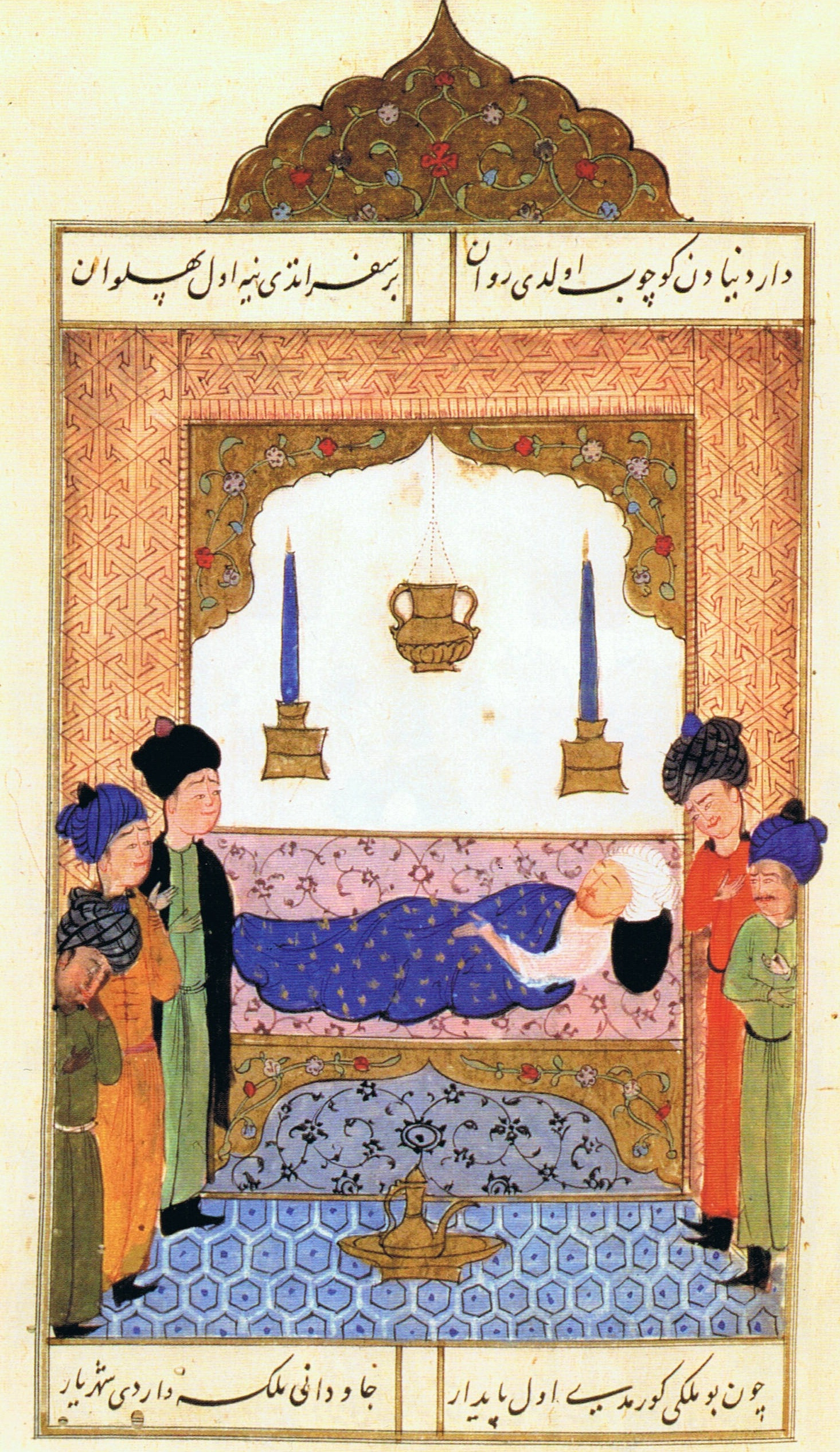
مینیاتوری از سلطان سلیم خان در بستر مرگ
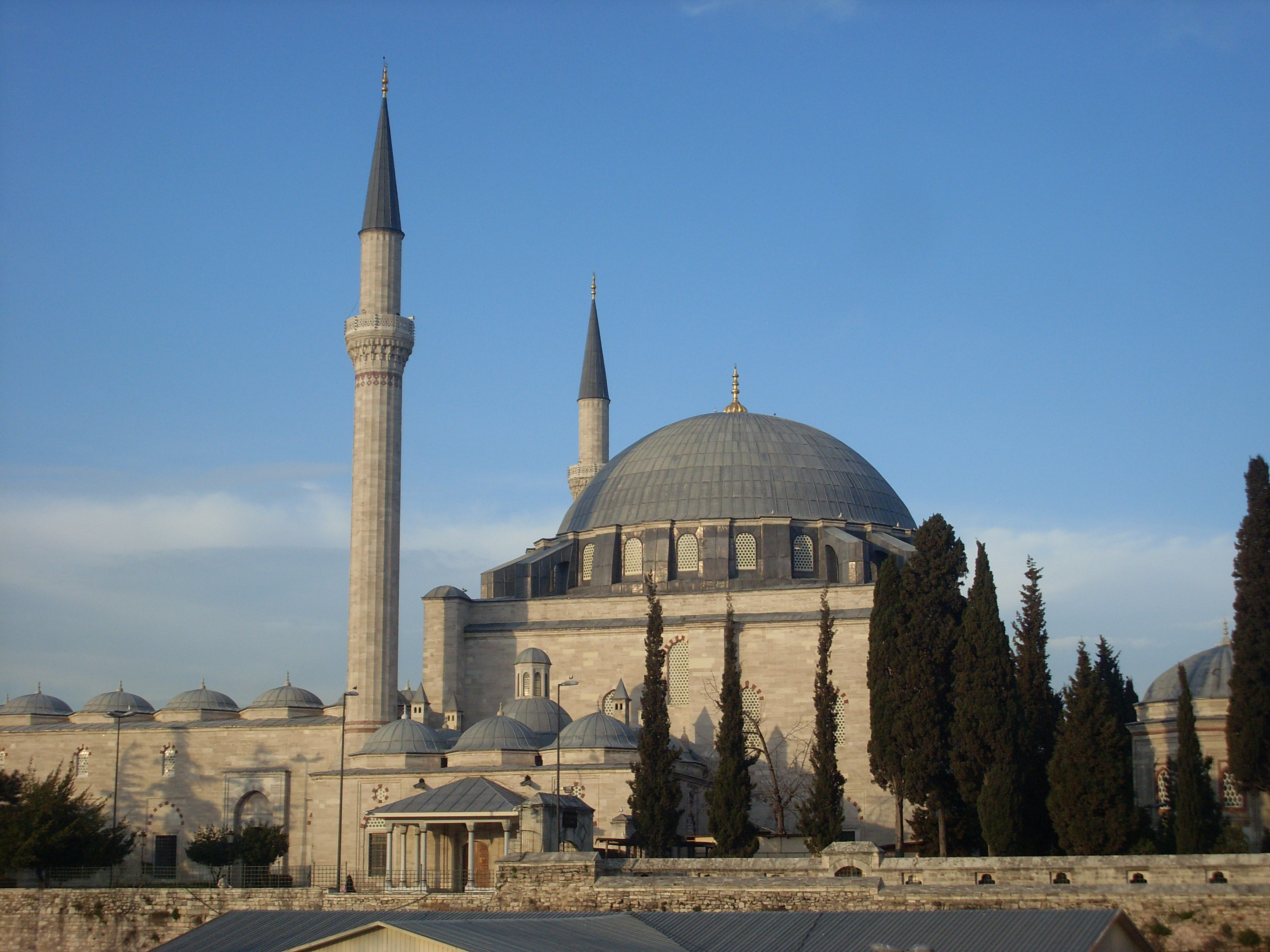
مسجد یاووز سلیم به دستور سلطان سلیم یکم در فاتح، استانبول ساخته شد.
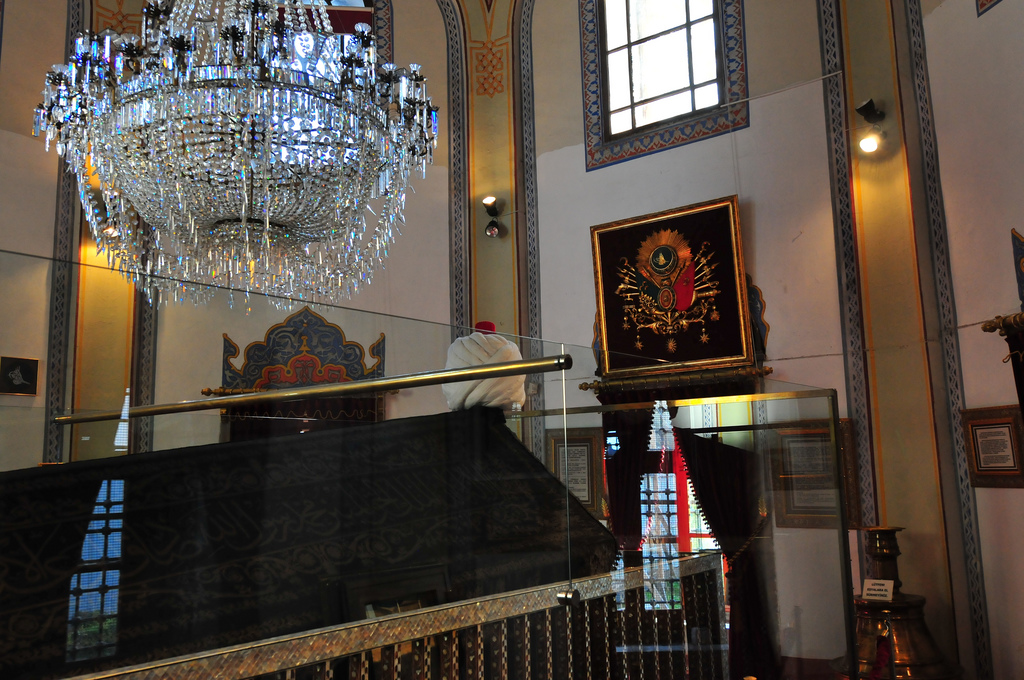
مقبره سلیم یکم، مسجد یاووز سلیم در استانبول
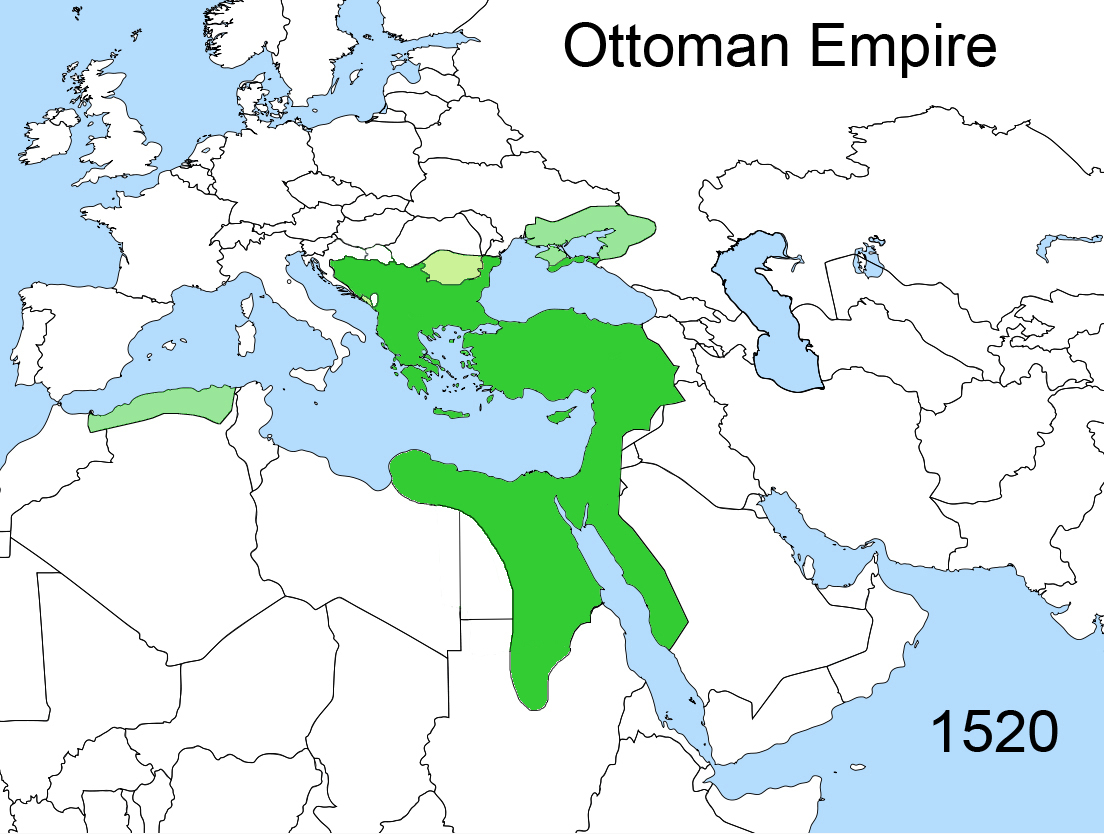
وسعت امپراتوری عثمانی در پایان سلطنت سلیم یکم

### فارسی
- ریاحی، محمدامین (۱۳۶۹). زبان و ادب فارسی در قلمرو عثمانی. تهران: پاژنگ.
- پارسادوست، منوچهر (۱۳۷۵). شاه اسماعیل اول. تهران: شرکت سهامی انتشار.
- «جنگ‌های ایران و عثمانی». روزنامهٔ شرق. دریافت‌شده در ۴ شهریور ۱۳۸۶.
- اوزون‌چارشی‌لی، اسماعیل حقی (۱۳۷۵). تاریخ عثمانی. ج. ۲. تهران: شرکت سهامی انتشار.
- نوائی، عبدالحسین (۱۳۶۸). شاه اسماعیل صفوی: اسناد و مکاتبات تاریخی همراه با یادداشت‌های تفصیلی. تهران: ارغوان.
- سیوری، راجر (۱۳۹۱). ایران عصر صفوی. ترجمهٔ کامبیز عزیزی. تهران: نشر مرکز.

### انگلیسی
- Mansel, Philip (2011). Constantinople: City of the World's Desire, 1453–1924 (به انگلیسی). John Murray Press. p. PT42. ISBN 978-1848546479.
- Ágoston, Gábor (2009). "Selim I".  In Ágoston, Gábor; Bruce Masters (eds.). Encyclopedia of the Ottoman Empire (به انگلیسی). Facts On File. ISBN 978-0816062591.